# Vaccinium leucanthum
Vaccinium leucanthum là một loài thực vật có hoa trong họ Thạch nam. Loài này được Schltdl. miêu tả khoa học đầu tiên năm 1833.